# Glory and Perdition
A Glory and Perdition album a magyar Sear Bliss együttes 2004-ben megjelent ötödik nagylemeze, melyet az amerikai Red Stream adott ki. A lemez felvételeiben producerként a zenekar korábbi gitárosa Scheer Viktor is részt vett. Az albumon vendégként szerepel a Tormentor és Mayhem zenekarok legendás frontembere Csihar Attila. Nagy András zenekarvezető a szintetizátor-programozás feladatait is felvállalta az új dalokban. A Two Worlds Collide dalra elkészült a Sear Bliss első hivatalos videóklipje.
2009 februárjában a holland Vic Records Európában újra kiadta az albumot.

## Az album dalai
1. Birth of Eternity – 5:03
2. Reverie – 1:32
3. Night Journey – 4:27
4. Glory to Perdition – 4:31
5. Two Worlds Collide – 4:07
6. Ode to a Dying Star – 1:21
7. Shores of Death – 4:41
8. Dreams Spectre – 4:30
9. Blood Serenade – 7:16
10. Lacus Somniorum – 0:51

## Közreműködők
- Nagy András – basszusgitár, szintetizátor, ének
- Csejtei Csaba – gitár
- Neubrandt István – gitár
- Schönberger Zoltán – dob
- Pál Zoltán – harsona

Vendégek:
- Csihar Attila – ének a Birth of Eternity és Shores of Death dalokban

## Külső hivatkozások
- Sear Bliss hivatalos weboldal
- Encyclopaedia Metallum